# Onciale 0200
- Papyrus
- Onciale
- Minuscules
- Lectionnaire

Le Codex 0200, portant le numéro de référence 0200 (Gregory-Aland), est un manuscrit du Nouveau Testament sur parchemin écrit en écriture grecque (et Copte) onciale.

## Description
Le codex se compose d'une folio. Il est écrit en deux colonnes, de 17 lignes par colonne. Les dimensions du manuscrit sont 16.5 x 7 cm,. Les paléographes datent ce manuscrit du VIIe siècle.
C'est un manuscrit contenant le texte incomplet de la Évangile selon Matthieu (11,20-21). 
Le texte du codex représenté type mixte. Kurt Aland le classe en Catégorie III.
Le manuscrit a été examiné par Herbert John Mansfield Milne.
Lieu de conservation
Il est conservé à la British Library (Pap. 2077 C) à Londres,.